# Phaonia kirghizorum
Phaonia kirghizorum este o specie de muște din genul Phaonia, familia Muscidae, descrisă de Malianov în anul 1993. Conform Catalogue of Life specia Phaonia kirghizorum nu are subspecii cunoscute.